# Toni Tramullas
Antonio Tramullas Juan, más conocido como Toni Tramullas 
(nacido el 29 de enero de 1958 en Barcelona, Cataluña) es un doctor de medicina deportiva y  exjugador de baloncesto español. Con 1.71 de estatura, su puesto natural en la cancha era el de base.

## Historial
Los equipos donde mayor huella dejó fueron el Club Bàsquet Mollet, Cotonificio y el Real Club Deportivo Español, sección de baloncesto del equipo perico que acabaría desapareciendo a finales de los 80, donde formó una curiosa pareja de bases bajitos con Albert Illa. Después ejerció de médico de la secciones de fútbol y baloncesto del FC Barcelona, jefe médico de la Euroliga, consultor externo del FC Barcelona y en Arabia Saudí ha sido el médico de la selección nacional y jefe del departamento de Medicina del Deporte y Fisiología de la Federación de Fútbol de Arabia Saudí.